# Maurice Gamelin

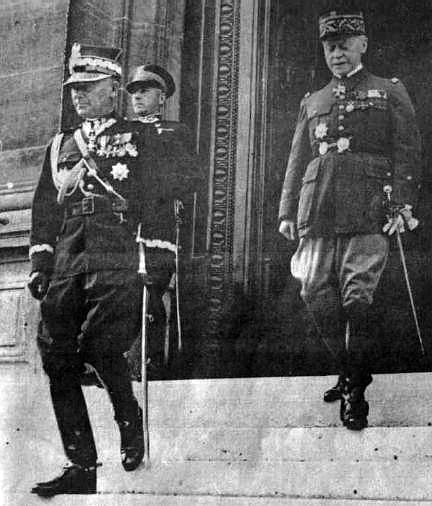
Gamelin (rechts) samen met Edward Rydz-Śmigły.

Maurice Gustave Gamelin (Parijs, 20 september 1872 - Parijs, 18 april 1958), was de opperbevelhebber van de Franse strijdkrachten tijdens de begindagen van de Tweede Wereldoorlog.

## Vroege jaren
Gamelin's vader, Zéphyrin, vocht in de Slag bij Solferino in 1859. Van jongs af aan toonde Gamelin potentieel als soldaat, opgegroeid in een generatie die op zoek was naar wraak op Duitsland voor hun annexatie van Elzas-Lotharingen aan het einde van de Frans-Pruisische oorlog. Gamelin ging naar de militaire academie van Saint-Cyr op 31 oktober 1891 en startte de officierenopleiding. In 1893 studeerde hij af als eerste van zijn promotie op Saint-Cyr.
Hij begon bij de Franse Tirailleurs bij het 3de Regiment gevestigd in Tunesië. Hij trad vervolgens toe tot de topografische brigade. Toen Gamelin terugkwam naar Parijs in 1897, ging hij naar de prestigieuze École Superieure de Guerre en eindigde als tweede van zijn klas van ongeveer tachtig van de beste toekomstige officieren in het Franse leger. Charles Lanrezac, de tweede in commando op het École Superieure, en later een generaal in de vroege dagen van de Grote Oorlog, omschreef Gamelin als een intelligente, gecultiveerde en ijverige jonge officier, met een reële kans om hogere rangen in de toekomst te verdienen. Gamelin trad toe tot de staf van de 15e Corps d'Armee voordat hij commandant werd van een compagnie in het 15e bataljon van de Chasseurs Alpins in 1904. Hij kreeg applaus van zijn superieuren voor zijn ijver op manoeuvre.
Hij publiceerde Étude philosophique sur l’art de la guerre in 1906, wat maakte dat zijn critici hem prezen als een van de verwachte militaire denkers in de nabije toekomst en werd dan een attaché van de Franse generaal Joseph Joffre (toekomstige Marechal de France omdat hij de leiding gaf aan de Franse troepen tijdens de Eerste Wereldoorlog). Deze positie had hij verkregen met de hulp van Ferdinand Foch (ook een toekomstige Marechal de France omdat hij de geallieerden leidde naar de overwinning in 1918). Deze netwerken verschaften Gamelin een stevige kennis van strategische en tactische oorlogsvoering.

## Eerste Wereldoorlog
In 1911 verkreeg Gamelin het commando van de 11de bataljon van de Chasseurs Alpins in Annecy. Toch trad hij in maart 1914 toe tot de staf van Generaal Joffre. Aan het begin van de oorlog hielp Gamelin bij het ontwerp van de plannen die naar de overwinning leidde in de Eerste Slag bij de Marne. Hij werd gepromoveerd tot luitenant-kolonel en vocht in de Elzas op de Linge en later op de Somme. Hij werd kolonel in april 1916 en met zijn resultaten op het slagveld kon hij binnen de acht maanden opklimmen tot de rang van Général de brigade. Hij beval de 11e divisie d'Infanterie van april 1917 tot het einde van de oorlog. In de streek van Noyon, manifesteerde hij zijn geavanceerde tactische vaardigheden nog maar eens door het veroveren van grondgebied zonder dat er onnodige slachtoffers waren.

## Interbellum
Van 1919 tot 1924 was Gamelin het hoofd van de militaire missie in Brazilië. Hij beval het Franse leger in de Levant, het huidige Syrië en Libanon. Hij was de commandant van de 30e militaire regie in Nancy van 1919 tot 1931, totdat hij werd benoemd tot hoofd van de generale staf van het Franse leger.

## Tweede Wereldoorlog
Hij was dus een veteraan uit de Eerste Wereldoorlog toen hij met bravoure diende onder Joseph Joffre, een militair van de oude school die een grote voorstander was van defensieve opstellingen en offensieve strategieën vermeed. Gamelin was erg gerespecteerd wegens zijn militaire inzichten. Eén daarvan was dat het Franse leger het niet in een bewegingsoorlog op kon nemen tegen het Duitse leger, dat een veel grotere operationele competentie bezat. Zo'n oorlog moest dus voorlopig vermeden worden totdat de modernisering van het Franse leger voltooid was en de voorsprong in materieel verder uitgebouwd. Een Duitse aanval tot die tijd moest defensief opgevangen worden door een snelle opmars en versterking in België. Gamelin voorspelde echter de Duitse hoofdaanvalsas tijdens de inval in Frankrijk fout bij Gembloers in plaats van bij de werkelijke locatie: Sedan. Hierdoor zette hij zijn reserves te vroeg in. Zo konden de Duitse pantsertroepen op minder versterkte sectoren van het front doorbreken en ondertussen de grote Franse militaire vestingwerken vermijdend, met hun Blitzkrieg paniek onder de Fransen zaaien door snel en geconcentreerd op te rukken.
Gamelin had weliswaar de verdedigingsstrategie voor een mogelijke Duitse invasie opgesteld, en de verantwoordelijkheid voor de uitvoering ervan doorgegeven aan zijn generaal Alphonse-Joseph Georges, de commandant van het Noordoostfront, die het vaak niet met Gamelin eens was. Gamelin had ook een slechte controle over de Franse luchtmacht die niet van plan was ingezet te worden ter ondersteuning van de landtroepen. Gamelin was zich wel bewust van het gevaar dat dit inhield, ook zijn mening was dat oorlogen werden gevoerd op de grond in plaats van in de lucht. Gamelin vertraagde ook lang het plan van Charles de Gaulle voor de vorming van pantserdivisies van de Infanterie (pantsertroepen). Hij was een beschermeling van premier Édouard Daladier die hem afschermde tegen de druk van Paul Reynaud om hem te vervangen.
Gamelin voerde het bevel over de Franse troepen tijdens de schemeroorlog. Zijn commandopost bevond zich in Vincennes, een voorstad van Parijs, zonder enige vorm van rechtstreekse telefoonlijnen of radiocommunicatiemiddelen naar de operationele hoofdkwartieren. Dit werd overigens zo geregeld in het kader van wat meer eigen initiatief te gunnen aan de Franse troepen. Het betekende ook dat zijn reactie op de crisis erg traag was. Gamelin stelde de noodzakelijke beslissingen uit. Maurice Gamelin werd, na het falen van de Franse troepen, op 19 mei 1940 ontheven uit zijn functie en vervangen door Maxime Weygand. Gamelin werd na de Duitse overwinning gearresteerd. In februari 1942 werd hij op het Proces van Riom door het Vichy-regime veroordeeld en gedeporteerd naar het concentratiekamp Buchenwald waar hij in mei 1945 door de Amerikaanse troepen werd bevrijd.

## Onderscheidingen
- Legioen van Eer
  - Grootkruis op 7 augustus 1932[4][5]
  - Grootofficier
  - Commandeur
  - Officier op 16 september 1926[6]
  - Ridder in 1913[5]
- Virtuti Militari, 2e klasse
- Ridder Grootkruis in de Koninklijke Orde van Victoria 1938[4]
- Ridder Grootkruis in de Orde van het Bad in 1939[4]